# اشعار پارسی به‌جای‌مانده از دوران ساسانیان
اگرچه شعر پارسی پس از ورود اسلام به ایران پیشرفت چشمگیری ننمود، پیش از ورود اسلام به ایران شعرسرایی یا چامه‌سرایی بیشتر رواج داشته‌است، هرچند امروزه تنها بخش کمی از آن به دست ما رسیده‌است. موسیقی اصیل ایرانی همواره با شعر فارسی هم‌آهنگ بوده‌است. از موسیقی‌دانان برجستهٔ دوران ساسانیان می‌توان به باربد، بامشاد، رامتین، سرکش و نکیسا اشاره کرد.

## اللهو و الملاهیی
ابن خردادبه در کتاب اللهو و الملاهی به نغمه‌هایی اشاره می‌کند که باربَد برای خسروپرویز ساسانی ساخته و یکی از شعرهای او را که یک مصراع آن افتاده می‌آورد:
| کِیسَر ماه مانَد و خاگان خُرشید |  |                                  |
| آن منْ‌خدایْ اَبْر مانَد کامغاران |  | که خواهد ماه پوشد که خواهد خُرشید |

ترجمه:
| قیصر به ماه می‌ماند و خاقان به خورشید    |  |                                                     |
| (و) سرور من همانند ابری است آبستن باران |  | که اگر بخواهد ماه را می‌پوشاند و اگربخواهد خورشید را |

## از مجمل التواریخ
در مقدمهٔ کتاب مجمل التواریخ، ملک الشعرای بهار اشاره به دو شعر پهلوی که در این کتاب آمده‌است کرده‌است:

عبدالرحمن بن عیسی الکتاب همدانی، نامه‌ای (دربارهٔ همدان) نوشته‌است به زبان (الفاظ) پهلوی بدین گونه: 

| سارو جم کرد |  | بهمن کمربست |
| دارای دارا  |  | گردهم آورد  |
که سارو نام اَرک (ارگ) و قلعهٔ شهر همدان بوده و ساروق عربی‌شدهٔ آن است.

بهار در ادامه می‌نویسد:
ما با وزن این شعرها آشنایی داریم و آن، گونه‌ای از شعرهای قدیم است و این همان وزنی است که شعرهای کردی تاکنون به همان وزن گفته می‌شود و قطعهٔ اورامان به خط پهلوی نیز به همان وزن است و این قطعهٔ اورامان بر ده هجا است که در هجای پنجم سکوت پیدا می‌شود. (فع لن، مف عولن، فع لن مف عولن) و در واژهٔ نخست به مناسبت درآمد آهنگ، یک هجا حذف شده‌است.
و شعر دومی که بهار به آن اشاره می‌کند:
| بخور بانوی جهان |  | هزار سال نوروز و مهرگان |

که به باور بهار این عبارت دو فرد شعر هجایی (برابر دو مصراع عروضی است)، به وزن هشت هجایی که از وزن‌های روایی (متداول) زمان کهن بوده و اصل آن چنین است:
| بخوری بانوی جهان |  | هزار نوروز و مهرگان |

## تاریخ سیستان
سرودی در تاریخ سیستان به زبان پهلوی وجود دارد که دربارهٔ آتشکدهٔ کرکوی می‌باشد:
| فرخت بادا روش             |  | خنیده گرشاسب هوش |
| همی برست از جوش           |  | نوش کن می‌نوش     |
| دوست بدا... گوش           |  | بآفرین نهاده گوش |
| همیشه نیکی کوش            |  | دی گذشت و دوش    |
| شاها خدایگانا بآفرین شاهی |  |                  |

## تاریخ طبرستان
در تاریخ طبرستان دربارهٔ شهر آمل آمده 
چون اصفهبد مازیار بن قارن سورهای آمل خراب می‌کرد بر سر دروازهٔ گرگان بستوقه‌ای یافتند سبز، سر او به قلعی محکم کرده و متولی آن خرابی بفرمود تا بشکنند و لوحی بیرون افتاد کوچک از مس زرد برو سطرها به خط گستج نبشته، کسی را که بر آن ترجمه واقف بود بیاوردند هرچند استفسار طلبیدند نگفت تا به تهدید و وعید انجامید گفت بر این لوح نبشته:  

| نیکان کُنند و وزان کَنند |  | و هر که این کَند سال واسر نبرد |

سال تمام نشده بود که مازیار را گرفته با سرّمن راه بردند و هلاک کردند.